# Oblast d'Iméréthie
1811–1840
Entités précédentes :
- Royaume d'Iméréthie

Entités suivantes :
- Gouvernement de Géorgie-Iméréthie

L’oblast d'Iméréthie (en russe : Имеретинская область, Imerentinskaïa oblast, en géorgien : იმერეთის ოლქი, imeretis olki) est un oblast de l'Empire russe ayant existé de 1811 à 1840.

## Histoire
L'oblast est créé en 1811 par l'annexion du Royaume d'Iméréthie, vassal de l'empire russe depuis 1804, et la destitution de Salomon II d'Iméréthie. La capitale de l'oblast est la ville de Koutaïssi, l'oblast est par ailleurs divisé en six okrougs : Koutaïssi, Vani, Ratcha, Satchkhere, Tchkhari et Baghdati.
L'oblast est aboli lors de la réorganisation de la Transcaucasie en 1840.